# Dasythorax anartinus
Dasythorax anartinus là một loài bướm đêm trong họ Noctuidae.